# Terminalia mollis
Espèce
Terminalia mollis est une espèce de plantes à fleurs du genre Terminalia et de la famille des Combretaceae. C'est un arbre que l'on trouve en Afrique tropicale. L'espèce est utilisée comme plante médicinale.

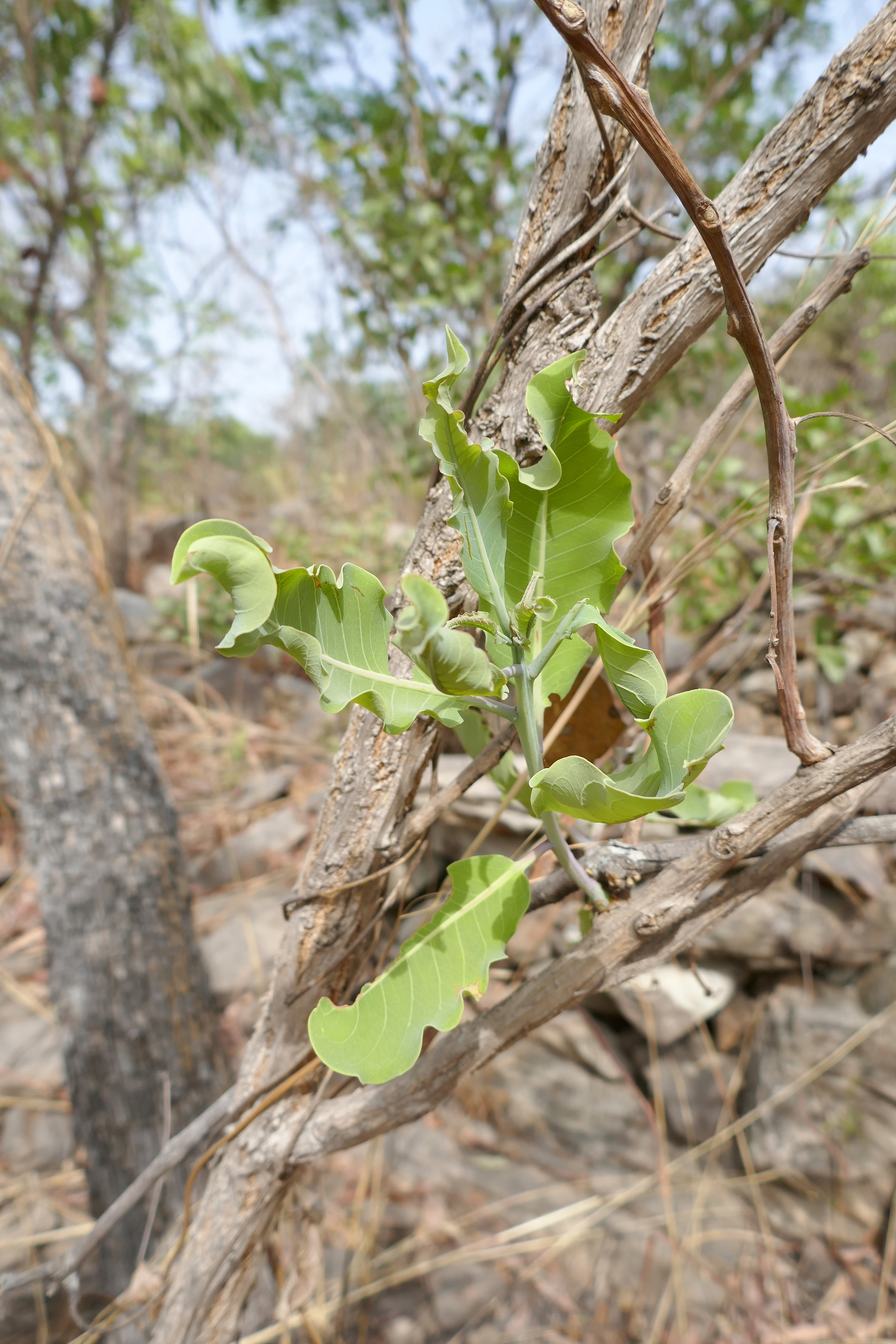
Feuilles.

## Répartition et habitat
L'espèce est trouvée en Angola, au Bénin, au Burkina Faso, au Burundi, au Cameroun, en Côte d'Ivoire, au Ghana, en Guinée, au Kenya, au Mali, au Mozambique, en République centrafricaine, en République démocratique du Congo, au Rwanda, au Soudan, en Tanzanie, au Tchad, au Togo, en Ouganda et en Zambie.
Elle pousse en milieu tropical à saison sèche.